# V Moskve proezdom...
V Moskve proezdom... (В Москве проездом…) è un film del 1970 diretto da Il'ja Jakovlevič Gurin.